# Odette Ernest Dias
Marie Thérèse Odette Ernest Dias (Paris, 2 de fevereiro de 1929) é uma concertista e flautista francesa que, chegando ao Brasil aos 20 anos para integrar a Orquestra Sinfônica Brasileira e a Orquestra Sinfônica Nacional, participou de momentos importantes da história musical do Brasil, e dedica-se até hoje à pesquisa e ensino de música, além das atividades como instrumentista.

## Biografia
Naturalizada brasileira, Odette Ernest Dias estudou flauta transversal, história da música e estética no Conservatoire National Superieur de Paris, onde obteve em 1951 o primeiro prêmio em flauta e a primeira medalha de estética. Conquistou por unanimidade a primeira medalha de flauta no Concurso Internacional de Genebra (Suíça) e, em 1952, a convite do maestro Eleazar de Carvalho, veio para o Brasil para tocar na Orquestra Sinfônica Brasileira, onde permaneceu até 1969. 
Integrou também as orquestras da Rádio Tupi, da Rádio Mayrink Veiga, da Rádio Nacional e da TV Globo. Participou de gravações com inúmeros artistas da música popular, inclusive da histórica gravação, em 1958, de músicas de Tom Jobim por Elizeth Cardoso. Exerceu as funções de solista de orquestra, recitalista e camerista, fundando junto com a harpista Acácia Brazil de Mello a Camerata do Rio. Atuou como professora do Conservatório Brasileiro de Música e dos Seminários de Música Pró-Arte (RJ).
Em 1969 deixou a OSB para integrar a Orquestra Sinfônica Nacional da Rádio MEC, onde tocou até 1974.
De 1974 a 1994, residindo em Brasília, foi titular da Universidade de Brasília por notório saber, atuando como professora de flauta, estética e musicologia. Atuou também como professora visitante da Universidade do Texas, em Austin, nos Estados Unidos, em 1982; como professora visitante na Universidade Federal de Minas Gerais em 1992; e como professora convidada pela Fundação de Educação Artística em Belo Horizonte (MG). Exerceu as funções de pesquisadora pelo CNPq e de consultora do CNPq e da CAPES.
Seu interesse pela formação da música brasileira foi incentivo para a realização de pesquisas sobre este assunto, resultando em vários discos gravados, artigos e livros publicados, a participação em congressos especializados e realização de recitais frequentes no Brasil e no exterior.
Atuou como intérprete na trilha sonora de Rio de memórias, filme de José Inácio Parente. Publicou o livro Mateus-André Reichert: um flautista belga na corte do Rio de Janeiro, pela Editora Universidade de Brasília/CNPq. 
Foi nomeada para fazer gestões e redigir a seção referente à atividade musical de Diamantina (MG) para o dossiê de tombamento da cidade como patrimônio da humanidade, encaminhado pelo Iphan à Unesco, e agraciada pela Funarte e pelo governo do Distrito Federal com a Comenda de Mérito Cultural por suas atividades musicais.
Teve grande importância na fundação do Clube do Choro de Brasília, aos 9 de setembro de 1977, pois ele foi fundado por músicos que se reuniam na sua residência, tendo o citarista Avena de Castro como primeiro presidente, sendo que o então governador do Distrito Federal, Elmo Serejo, cedeu o vestiário do recém- inaugurado Centro de Convenções para as reuniões musicais.
Mãe dos instrumentistas Carlos, Jaime, Elizabeth, Cláudia e Andréa Ernest Dias (além de Irene, que não se dedicou à música), toca frequentemente em duo com Elza Kazuko Gushikem (piano), com Jaime Ernest Dias (violão), Roberto Rutigliano (bateria) ou Bridget Moura Castro (piano).

## Concertos e apresentações
- 1981: Música Contemporânea Brasileira. Auditório do IBAM, RJ.
- 1981: Recital de flauta e piano. Centro de Estudos Brasileiros. Assunção, Paraguai.
- 1982: Noite de Música Brasileira. Universidade do Texas em Austin, EUA.
- 1982: Chorodette. Café Brasil. Austin, Texas, EUA.
- 1983: Afinidades. Com o Grupo Instrumental e Tal. Sala Martins Pena, Teatro Nacional, Brasília.
- 1984: Música Profana de Diamantina. Projeto Fim de Tarde. Palácio das Artes, Belo Horizonte, MG.
- 1984: Jacob do Bandolim de Ouro (participação) Sala Villa-Lobos. Teatro Nacional, Brasília.
- 1984: Concerto ao ar livre. Parque da Catacumba, RJ.
- 1985: Sarau brasileiro: tradição e vanguarda. Foyer da Sala Villa-Lobos, Teatro Nacional, Brasília.
- 1998: Festival de Música Contemporânea. Buenos Aires, Argentina.
- Participou, como professora e recitalista, dos festivais de Ouro Preto, Diamantina, São João del Rey, Campos do Jordão, Brasília, Campos e Curitiba, entre outros.

## Discografia
- Recital [S/D] Tape Car LP
- Júbilo de Natal [S/D] Academia Santa Cecília LP
- Música popular do Norte vol 1 [S/D] Discos Marcus Pereira LP
- I Bienal de Música Brasileira Contemporânea [S/D] Tape Car LP
- O canto da Amazônia. Maria Lucia Godoy [S/D] Som Indústria e Comércio S/A LP
- José Siqueira. Disco nº 5 [S/D] CID
- Villa Lobos/Camargo Guarnieri [S/D] Museu Villa-Lobos/MEC. Franck Justo Acker LP
- Sarau brasileiro (1979) Banco do Brasil/Estúdio Eldorado Disco LP
- História da flauta brasileira (1981) Estúdio Eldorado LP
- Chorando Callado (1982) Banco do Brasil/Estúdio Eldorado LP
- Afinidades Brasileiras
- Carlos Gomes: Modinha Sem Palavras - LP
- Sonatas de Bach, integral, com Elza Kazuko Gushien (piano) - LP duplo e CD
- Paisagens Noturnas - CD
- Le rossignol - CD
- Odette Ernest Dias (2006) selo Rádio MEC - CD
- Sonatas de Bach - remasterizado (2009)- CD duplo - Gravadora FINA FLOR
- Em Torno de Villa-Lobos (2010)- CD - Gravadora FINA FLOR
- Horizontes (2011) - CD - Gravadora FINA FLOR